# Újvárosi Katalin
Újvárosi Katalin, Badóczy Istvánné, névvariánsok: Újvárossy Katalin, Ujvárossy Kati (Debrecen, 1916. november 14. – Debrecen, 1995. december 18.) magyar színésznő.

## Életpályája
Pályára kerüléséről mesélte 1984-ben:

„ 1933-ban Kardoss Géza, az akkori színházigazgató egy hirdetést adott fel az újságban: táncos-énekes tagokat keresnek. Én akkor 16 éves voltam. — Te, Kati — mondta a nővérem —, világéletedben színésznő akartál lenni. Hát most itt az alkalomlom, jelentkezz! Jelentkeztem, rögtön felvettek. Imádtam a színházat. Ha reggel 9-re kellett bemenni, én már nyolc órakor bent voltam, egyedül próbáltam a színpadon…Egyik nyáron, amikor társulatunk Ózdon vendégszerepeit, az előadást megnézte — nem véletlenül — az ottani daltársulat igazgatója. Elég nagy „pácban” volt, ugyanis a társulat primadonnája az akkor divatos „migrénben" szenvedett, magyarán hisztizett, nem akart fellépni. Ennek pedig bizony zsebbe vágó következményei lettek volna. A Sárga liliom volt éppen műsoron, melynek én — mint sok más darabnak — kívülről fújtam a szövegét. — Hát, ha ruhám lenne, én eljátszanám a szerepet — szólaltam meg félénken. A többi aztán, mint a mesében, már ment magától. Óriási sikerem volt. Tulajdonképpen ekkor fedeztek fel. Az igazgató napi öt pengő fizetést ígért, ha átszerződöm hozzájuk. Ez akkoriban igen nagy pénz volt. Magam sem tudom, miért is nem fogadtam el az ajánlatát.…Pécsre szerződtem, majd amikor az ottani főrendező színtársulatot alakított, vele mentem Szombathelyre, s onnan nemsokára Pestre kerültem.…Két évet töltöttem ott, ezt követően jöttem Debrecenbe.”

Szülővárosában segédszínésznőként indult pályája az 1930-as évek elején, majd gyakorlatos színésznőként 1936-tól  Halassy Iván, 1937-től Fodor Oszkár társulatához szerződött. 1938-tól lett színésznő, majd 1939-től a színészkamara tagja is.
1939 és 1941 között az Erzsébetvárosi Színház tagja volt, majd Pécsen szerepelt Hlatky László és Inke Rezső társulatánál. 1943-tól a debreceni Csokonai Színház szubrettje lett. Később karakterszerepekben, főként komikaként voltak sikerei. 1973-ig, nyugdíjba vonulásáig volt a debreceni társulat tagja.
Férje, az 1945-en elhunyt Badóczy István szintén színész volt.

## Színházi szerepeiből
- Molière: Scapin furfangjai... Nérine, Jácint dajkája
- Molière: Kénytelen házasság... Első cigánynő
- Nyikolaj Vasziljevics Gogol: A revizor... Altisztné
- Makszim Gorkij: Éjjeli menedékhely... Kvasnya
- Federico García Lorca: Bernarda háza... Bernarda
- George Bernard Shaw: Szerelmi házasság... Szobalány
- Arthur Miller: A salemi boszorkányok... Ann Putnam
- Bertolt Brecht: A kaukázusi krétakör... Anyós
- Bertolt Brecht: Jó embert keresünk... Feleség, a nyolctagú család tagja
- Tennessee Williams: Orpheus alászáll... Miss Porter, ápolónő
- William Somerset Maugham: Imádok férjhezmenni... Montmorency kisasszony
- Marc Camoletti: Leszállás Párizsban... Berthe
- Victorien Sardou: Váljunk el... Brionenné
- Jacques Déval: Francia szobalány... Auriol
- Alexandre Bisson: A névtelen asszony... Rózsa
- Thornton Wilder: A mi kis városunk... Mrs. Gibbs
- Jevgenyij Lvovics Svarc: A sárkány... Első polgárnő
- Jevgenyij Lvovics Svarc: Hókirálynő... Nagymama
- Nâzım Hikmet: Legenda szerelemről... Dajka
- Alekszandr Nyikolajevics Afinogenov: Kisunokám... Motja
- Konsztantyin Fjodorovics Iszajev: Nem magánügy... Takarítónő
- Viktor Szergejevics Rozov: Boldogság, merre vagy?... Mama
- Georgi Dzsagarov: Az ügyész... A vádlott anyja
- Alekszandr Jevdokimovics Kornyejcsuk: Ukrajna mezőin... Palaska, Csesznok felesége
- Edvard Radzinszkij: Futó kaland... Naszimova, újságírónő
- Borisz Andrejevics Lavrenyov: Leszámolás... Szofja Petrovna
- Madách Imre: Az ember tragédiája... Cigányasszony
- Heltai Jenő: Tündérlaki lányok... Malvin néni
- Fazekas Mihály – Móricz Zsigmond: Lúdas Matyi... Lúdas Matyi anyja
- Móricz Zsigmond: Nem élhetek muzsikaszó nélkül... Kisvicákné
- Móricz Zsigmond: Sári bíró... A bíróné
- Móricz Zsigmond: Légy jó mindhalálig... Török néni
- Szomory Dezső: Takáts Alice... Markovitsné
- Karinthy Frigyes – Majoros István: A nagy ékszerész... Gyáros nagynénje
- Karinthy Ferenc: Ezer év... Bencsikné
- Csathó Kálmán: Fűszer és csemege... Lujza
- Vaszary Gábor: Ma éjjel szabad vagyok... Fülöpné
- Mészöly Dezső: Éva lánya... Dadus
- Fehér Klára: Nem vagyunk angyalok... Mama
- Darvas József: Kormos ég... Joó néni
- Darvas József: Részeg eső... Balla néni
- Tamási Áron: Énekes madár... Köményné, Móka édesanyja
- Gáspár Margit: Ha elmondod, letagadom!... Virágh Mária
- Dénes Margit: A francia... Janiczáné
- Barta Lajos: Zsuzsi... Hajdúné
- László Anna: Tizennyolcéves... Szécsiné
- Mesterházi Lajos: Pesti emberek... Mama
- Kállai István – Fényes Szabolcs: Majd a papa... Bori
- Taar Ferenc: Aranygyűrű... Róza néni
- Taar Ferenc: Sírkő pántlikával... Terka néni
- Taar Ferenc: Nap a város felett... Sarolta
- Tabi László: Esküvő... Annus
- Tabi László: Családi dráma... Juliska, bejárónő
- Sarkadi Imre: Elveszett paradicsom... Zsófi
- Tóth Miklós: Mesés parti... Lujza néni
- Nyíri Tibor: Húsosfazék... Tokaji Mihályné
- Dénes Gyula: Mezei pacsirta... Julika
- Juhász Géza: Az égigérő fa... Csikósné
- Szűcs György: Elveszem a feleségem... Teréz
- Kamondy László: Szöktetés albérletbe, avagy Szemérmes ateisták... Tengediné
- Molnár Géza: Anna-ünnep... Botárné
- Gyárfás Miklós: Férfiaknak tilos!... Piroska, a szemtelen kisasszony
- Gyárfás Miklós: Forr a világ... Özv. Tóth Antalné
- Urbán Ernő: Tűzkeresztség... Boziné, Szele Zsuzska
- Behár György – Szedő Lajos: Éjféli találkozás... Öltöztetőnő
- Schönthan testvérek – Kellér Dezső – Horváth Jenő – Szenes Iván: A szabin nők elrablása... Borbála, Bányai felesége
- Szirmai Albert – Bakonyi Károly – Gábor Andor: Mágnás Miska... Nagymama
- Hervé: Nebáncsvirág... Fejedelemasszony
- Berté Henrik: Három a kislány... Tschöllné
- Kálmán Imre: Cirkuszhercegnő... Slukkné, az István főherceg szálloda tulajdonosa

## Filmes és televíziós szerepei
- Egy kis hely a nap alatt (1973)... Özvegy Gáti Ernőné
- Szép maszkok (1974)
- Makra (1974)